# Futbol'nyj Klub Akademija Tol'jatti
Il Futbol'nyj Klub Akademija Tol'jatti (in russo Футбольный клуб Академия Тольятти) è una società calcistica russa di Togliatti. È stata a lungo la principale società calcistica di Dimitrovgrad.

## Storia
Fin dalla fondazione il club ha partecipato alla neonata seconda divisione russa: vi rimase per solo due stagioni, prima di retrocedere.
Vi fece ritorno nel al termine del 1996, quando vinse il girone centro della terza divisione; ottenne quindi due sesti posti consecutivi che rappresentano il miglior risultato del club in campionato. Al terzo anno consecutivo in seconda serie la squadra finì ventesima, retrocedendo. Da allora milita in terza serie.

### Denominazione
Nel corso della sua storia ha cambiato diverse volte nome:
- Fu fondata nel 1991 come Lada Dimitrovgrad
- Nel giugno del 1997 divenne Lada-Grad Dimitrovgrad
- Nel 1999 divenne Lada-Simbirsk Dimitrovgrad
- L'anno successivo divenne Lada-Energija Dimitrovgrad
- Dal 2003 al 2005 portò il nome di Lada-SOK Dimitrovgrad
- Nel biennio successivo divenne Kryl'ja Sovetov-SOK Dimitrovgrad
- Dal 2008 ha assunto la denominazione attuale di Akademija
- Dal 2010 si spostò a Togliatti, in coincidenza con la chiusura dello storico club del Lada Togliatti.

## Palmarès

### Competizioni nazionali
- Vtoroj divizion: 1

1996 (Girone Centro)

### Altri piazzamenti
- Vtoroj divizion:

Terzo posto: 1995 (Girone Centro)